# ويليام شيرر
```
وليام توماس شيرر (23 آب 1937 - 9 تشرين الأول 2018 ) هو طبيب أميركي متخصص في علم المناعة اشتهر بمعالجته لديفيد فيتر (1971 - 1984) المعروف بفتى الفقاعة والمصاب بمرض عوز المناعة المشترك الشديد.
[
1
]
[
2
]
[
3
]
[
4
]
```

تخرج من كلية الطب بجامعة واشنطن وتدرب في مستشفى سانت لويس للأطفال ومستشفى بارنز والمستشفيات التابعة لكلية الطب قبل أن ينضم إلى أعضاء هيئة التدريس بجامعة واشنطن. في عام 1978 إنتقل من سانت لويس إلى هيوستن من أجل تولي رعاية ديفيد. أمضى الأربعين سنة التالية في كلية بايلور للطب ومستشفى تكساس للأطفال، حيث أسس قسم الحساسية والمناعة في قسم طب الأطفال وشغَل منصب الرئيس هناك لمدة 34 عاماً حتى وفاته.